# Казанско-Богородицкий монастырь (Харбин)
Каза́нско-Богоро́дицкий монасты́рь (кит. 喀山圣母像男修道院) — православный мужской монастырь Харбинской епархии, существовавший в Харбине с 1922 до 1960 года. Монастырь располагался в Гондатьевке, тогда пригороде Харбина, по адресу улица Крестовоздвиженская, 16, на пересечении Крестовоздвиженской, Двинской и Антоновской улиц. При монастыре действовали амбулатория, типография, издательство и многочисленные ремесленные предприятия, где получали образование молодые люди.

## История
По инициативе некоторых духовных лиц с благословения архиепископа Мефодия (Герасимова) в неделю Всех Святых 1921 года в Алексеевской церкви при Коммерческом училище было совершено уставное всенощное бдение. Руководителем этой службы был архимандрит Ювеналий (Килин), который будучи в прежнее время насельником и иноком Белогорского монастыря Пермской епархии, хорошо знал уставное богослужение. Эта торжественная служба, так называемая «Афонская всенощная», собрала в храме Коммерческого училища массу молящихся. В пении на этом богослужении участвовало всё городское духовенство и любители — певцы разных церковных хоров. Пели старинным киевским и обиходным напевом на два клироса под руководством талантливого соборного регента Д. Я. Попова, который положил много труда и любви к выполнению песнопений. Службы продолжалась с 5 час. вечера до 12 час. ночи. Большинство молящихся оставалось до конца службы в храме. На второй день, в воскресенье, в этом же храме была совершена архиерейским служением торжественная литургия.
С тех пор мысль об основании в Харбине монастыря «глубоко запала в сердца многих благочестивых людей». К тому времени в Харбин из разных мест России прибыло с волной беженцев немало монашествующих, однако монастырей на тот момент в Харбине не было.
В 1922 году владыка архиепископ Мефодий благословил архимандрита Ювеналия принять на себя заботу о приискании места для постройки монастыря. Администрация КВЖД предоставила для сего участок на Крестовском острове реки Сунгари. Затем архимандриту Ювеналию пришлось уехать по делам в Королевство сербов, хорватов и словенцев, а за время его отсутствия строящаяся обитель управлялась иеромонахом Нифонтом. Летом в 1923 году выяснилось, что Крестовский остров является местом совсем не подходящим для монастыря, пришлось братии выбраться в Харбин и снять временную квартиру. В это время прибыл для исправления должности настоятеля иеромонах Феодор (Пудойкин), который исходатайствовал у администрации КВЖД. усадебное место рядом с посёлком Гондатьевка, в Новом Модягоу. Этот участок был закреплён за монастырём Отделом О. Р. В. П. Весной 1924 года архимандрит Ювеналий вернулся из королевства Сербов Хорватов и Словенцев и был вновь назначен на должность настоятеля монастыря.
4/17 августа 1924 года на новом участке архиепископ Мефодий совершил закладку храма, посвящённого иконе Казанской Божьей Матери, 20 декабря 1924 / 2 января 1925 года новый храм был уже готов и торжественно освящён. Церковь была «простая по своему виду постройки, но выделялась своим белым корпусом с высокой колокольней и являлась церковным центром этого обширного района». Особо чтимыми иконами в храме были большой образ Казанской Божьей Матери, две чудесно обновлённые иконы Божьей Матери — «Владимирская» и «Неопалимая Купина».
С наступлением весны 1925 года монахи приступили к постройке каменного двухэтажного братского корпуса. 27 октября 1925 года он был окончен. На следующий год над церковью появилась величественная колокольня. Были построены и хозяйственные помещения: типография, скотный и птичий дворы.

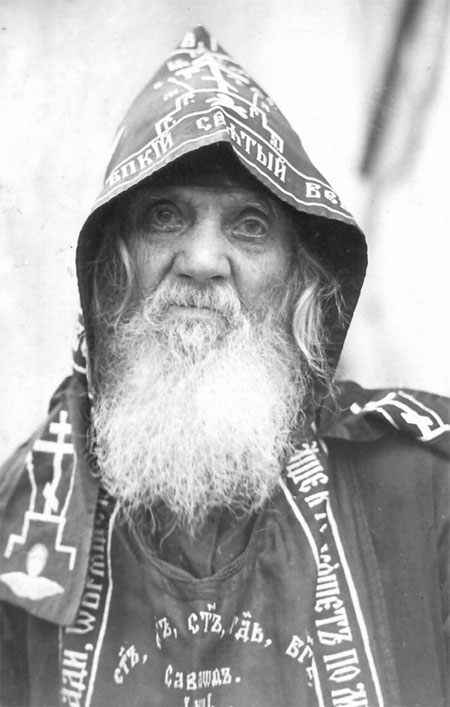
Насельник монастыря. Схиигумен Михаил (Игнатенко). 1933 год.

26 августа 1928 года начала работать монастырская типография, где под непосредственным руководством архимандрита Ювеналия печаталась разнообразная религиозно-просветительская литература, издавался журнал «Хлеб Небесный». В 1926—1931 гг. монастырь раздал книг, журналов и листков, изданных в монастырской типографии, на сумму в 10 тыс. местных долларов.
В 1929 году значительно расширилась монастырская типография, была поставлена вторая печатная машина с электрическими моторами. Расширились за этот год и братские помещения. В мае 1929 года при монастыре заложили каменную больницу. Число насельников обители всё увеличивалось и многим уже приходилось отказывать за недостатком места. Ввиду необходимости расширить земельный участок обители, у частных владельцев за наличные деньги была приобретена рядом с монастырём «заимка» в 220 квадратных сажен, на которой сооружён домик для братии в части мастерских, и построено помещение для монастырского скота.
В 1930 году к соборному храму обители в честь Казанской иконы Божией Матери был пристроен придел во имя великомученика Пантелеимона, позднее — придел во имя архангела Михаила. В Пантелеимоновском приделе хранилась чтимая икона великомученика Пантелеимона, присланная с Афона приснопамятным старцем-схимонахом Денасием (Юшковым).
11/24 мая 1931 года состоялось освящение и открытие монастырской аптеки и амбулатории в частном наёмном помещении рядом с монастырём. 4 ноября 1931 года при обители открылась больница имени доктора В. А. Казем-Бека с амбулаторией и аптекой для беднейшего населения Харбина, при открытии молебен служил правящий архиерей Харбинской епархии архиепископ Мелетий (Заборовский). Для работы в больнице, где почти половина больных обслуживалась бесплатно, архимандрит Ювеналий сумел привлечь лучший медицинский персонал города. В течение 1931—1939 годов в больницах проходили лечение 3763 больных, было обследовано 61 802 человека, монастырской аптекой было выписано 30 737 рецептов. Стационарное лечение и обследование в больницах были бесплатными, так же как и выдача лекарств по рецептам. В амбулатории, которая была приписана к больнице, дополнительно прошли обследование и лечение 43 775 пациентов, из них 10 072 бесплатно.
После назначения 11 июня 1946 года митрополита Нестора (Анисимова) патриаршим экзархом Восточной Азии, типоглафия Казанско-Богородицкого монастыря была объединена с типографий харбинского Дома милосердия, образовав издательский отдел Восточно-Азиатского Экзархата.
В 1949 году монастырь пришёл практически к полному развалу. Причиной в письмах к Московскому патриарху называлась деятельность настоятеля — архимандрита Иннокентия. В 1958 году скончался схиигумен Игнатий (Мелехин), почитавшийся харбинцами как старец.
В «Сборнике памяти 1-го Харбинского Русского реального училища» (1987) указано, что «последним настоятелем был игумен Антоний (в миру Иван Васильевич Жегулин), но он к сожалению пробыл непродолжительное время на своем посту из-за преждевременной смерти в 1956 г. Вскоре оставшиеся насельники разъехались и жизнь в монастыре остановилась». В 1960 году монастырь покинул последний его насельник, в связи с чем последовало его закрытие. О последних днях монастыря сохранились следующие сведения, опубликованные в 1964 году в эмигрантской газете «Новая Заря»: «В мужском монастыре в Гондатьевке в церкви в честь Богоматери Казанской совершает богослужения также китаец — о. Симон [Бай Цзэнлинь]. В монастыре монахов совершенно не осталось, все разъехались кто куда. Там живут убогие старики-эмигранты, которые из-за преклонных лет находятся в отчаянном положении. Туда перенесён архив когда-то огромного епархиального совета при Софийской церкви на Водопроводной улице». Вскоре после этого помещения монастыря были превращены властями в завод по производству строительных плит.

## Клир
настоятели
- Ювеналий (Килин) (1922)
- Феодор (Пудашкин) (1922—1924)
- Ювеналий (Килин) (февраль 1924—1936)
- Василий (Павловский) (1936—1938)
- Варсонофий (Суханов) (1938—1939)
- Иннокентий (Мельников) (январь 1939[14] — 1940)
- Ювеналий (Килин) (10 июля 1940—1946)
- Иннокентий (Мельников) (1946—1949)
- Варсонофий (Суханов) (1949—1951)
- Климент (Перестюк) (26 октября 1951 — сентябрь 1955)
- Антоний (Жигулин) (1955—1958)

наместники
- Симеон (Пономарёв) (1928—1934)
- Варсонофий (Суханов) и Нифонт (Гульдяев) (1934—1938)
- Иннокентий (Мельников) (1938—1939, 1940—1946)
- Георгий (Шатилов) (1946—1955)

монахи в священном сане
- Игнатий (Мелехин) (1922—1958)
- Серафим (Лысковец) (1922—1937)
- Порфирий (Качан) (1924—1935)
- Варсонофий (Суханов) (1924—1934)
- Марк (Журачкин) (1925—1956)
- Илия (Крестовских) (1930—1931)
- Феодосий (Бойко) (1930—1933)
- Георгий (Шатилов) (1931—1935)
- Софроний (Виноградов) (1932—1937)
- Иосиф (Павлов) (1932—1946)
- Никон (1934-?)
- Василий (Павловский) (1935—1936)
- Павел (Афанасьев) (1936—1938)
- Макарий (Кравченко) (1936 — ?)
- Климент (Перестюк) (1937)
- Мефодий (Йогель) (1939—1940)
- Серафим (Бушуев) (1939—1955)
- Софроний (Виноградов) (1958—1955)
- Софроний (Йогель) (1949—1954)
- Нифонт (Чувашев) (1950—1955)
- Димитрий (Обухов) (1951—1955)
- Антоний (Жигулин) (1951—1955)
- Андрей (Поляков) (1953—1955)

иеродиаконы
- Иринарх (Матафонов) (1926-?)
- Стефан (Панюшин) (1928-?)
- Христофор (Пронин) (1938—1940)
- Тихон (Горбатенко) (1940-е)

приписной священник
- Стефан Шавкунов (1940)

приписные диаконы
- Тимофей Клипов (1939—1940)
- Василий Стремков (1940—1942)

монахи
- Андроник (Шубин) (1922-?)
- Пахомий (Смоленцев) (1923-?)
- Михаил (Игнатенко) (1925-?)
- Афиноген (Милютин) (1928-?)
- Гурий (Демидов) (1931—1966)
- Герман (Салатко-Петрище) (1938)
- Феодосий (Гончаренко) (1939-?)